# Vöhringen (Württemberg)
Vöhringen is een plaats in de Duitse deelstaat Baden-Württemberg, en maakt deel uit van het Landkreis Rottweil.
Vöhringen telt 4.423 inwoners.
Aichhalden ·
Bösingen ·
Deißlingen ·
Dietingen ·
Dornhan ·
Dunningen ·
Epfendorf ·
Eschbronn ·
Fluorn-Winzeln ·
Hardt ·
Lauterbach ·
Oberndorf am Neckar ·
Rottweil ·
Schenkenzell ·
Schiltach ·
Schramberg ·
Sulz am Neckar ·
Villingendorf ·
Vöhringen ·
Wellendingen ·
Zimmern ob Rottweil